# ムジェーヴ
ムジェーヴ （Megève）は、フランスの南東、オート＝サヴォワ県のコミューンである。アルプス近くにあるスキー場として人気があり、知られている。

## 歴史
1910年代に、ロスチャイルド家が冬の休暇の際に訪れたことで、ムジェーヴがスキー場として発展していった。
1950年、ムジェーヴはヨーロッパにおけるスキー場のうち有数の人気度を誇る地となった。

## 発展
2015年から2016年にかけて、スキー場の乗り物に使用する椅子がMont Jouxで使用の古い椅子に置き換えられた。

## スポーツなど
アルペンスキーのエリアは、このムジェーヴ内を含む"モンブラン山の領土"の一部分として知られる。
8km2の区域内に116箇所のリフトが、217箇所のスロープ上で445kmを横切りながら繋がる。スロープ上には33箇所の黒、84箇所の赤、63箇所の青と378箇所の緑があり、リフトには35箇所のチェアリフト、13箇所のゴンドラリフトと1つのケーブルカーがある。
これらの加えた形で、18箇所の95kmからなるクロスカントリーのコースがドメーヌ・エヴァション・モンブランに増加された。
世界ジュニアフィギュアスケート選手権が1976年（英語版）、1977年、1978年に3回それぞれ開かれた。
夏の時期でも、ゴルフの行楽地として、このムジェーヴに訪れる人口は著しく多い。

## 姉妹都市
ドイツのオーベルストドルフは、1970年からムジェーヴと姉妹都市を結んだ。

## 参照
1. ↑  Megève - https://translate.google.co.jp/translate?hl=ja&sl=en&u=http://www.skicollection.co.uk/Ski/Megeve.htm&prev=search (日本語翻訳)
2. 1 2 3 4  “Evasion Mont-Blanc – Skiing vacations with a nostalgic flair”.   Ski France. 2012年7月16日閲覧。